# HomePNA
HomePNA (англ. Home  Phoneline Networking  Alliance,) — це об'єднана асоціація некомерційних промислових компаній, які просувають і стандартизують технології домашніх мереж за допомогою існуючих в будинках  коаксіальних кабелів та  телефонних ліній. Серед компаній-покровителів HomePNA, які встановлюють курс організації, можна виділити AT&T, 2Wire, Motorola, CooperGate, Scientific Atlanta та K-Micro. HomePNA створює промислові специфікації, які потім стандартизуються Міжнародним Союзом Телекомунікацій (International Telecommunication Union ITU) — провідною світовою стандартизаційною організацією в області теле- та радіо-комунікацій. HomePNA також просуває технології, тестує та сертифікує членські продукти, які схвалені HomePNA.

## Короткий огляд
HomePNA не займається розробкою продукції, на відміну від його членів. Він розвиває технології, тестує та періодизує їх.
Продукція, що пройшла тест сертифікації розміщується на сайті продукції членів альянсу як схвалена HomePNA. Справжня версія специфікації HomePNA — 3.1.
Основна технологія, яка була прийнята HomePNA, була розроблена декількома компаніями. Оригінальна версія 1.0 HomePNA була розроблена компанією Tut Systems, версія 2.0 HomePNA була розроблена в Epigram; розробник версії 3.0 — Broadcom and Coppergate Communications. Найсучасніша в цей час версія — 3.1 була розроблена в Coppergate Communications.
- HomePNA 2.0 була схвалена в ITU як глобальні стандартизовані рекомендації G.9951, G.9952 і G.9953.
- HomePNA 3.0 була схвалена в ITU як глобальні стандартизовані рекомендації G.9954 (02/05) у лютому 2005.
- HomePNA 3.1 була схвалена в ITU як глобальні стандартизовані рекомендації G.9954 (01/07) у січні. 2007.

HomePNA 3.1 — це перший із нового покоління стандартів домашніх мереж, розроблений для нових «розважальних» додатків, таких
як IPTV, які передбачають наявність високої та стійкої продуктивності в цілому будинку. Технологія цього типу забезпечує
додаткові можливості, такі як гарантована якість обслуговування (Quality of Service QoS) і використовується більшістю
провайдерів для забезпечення комерційного сервісу (telecommunications) «triple play» (відео, звук та інформація). HomePNA 3.1 використовує частоти вищі за ті, які використовуються технологіями ADSL, ISDN і телефонними дзвінками на лінії і нижче тих, що використовуються для телетрансляції і  супутникової
телетрансляції DVB-S по коаксіальному кабелю, тому HomePNA 3.1 може співіснувати з цими сервісами в одних кабелях.
HomePNA 3.1 був розроблений як для збільшення функціональності в коаксіальних проводах і розширення їх мережевих можливостей, так і для
подолання деяких обмежень телефонних мереж.

## Вимоги
Вимоги до HomePNA 3.1:
1. Стандартний телефонний або коаксіальний кабель (той, який використовується зараз для цифрового телебачення)
2. Обладнання, сертифіковане HomePNA. Сертифіковані продукти можуть бути знайдені в «членській продукції»[недоступне посилання з лютого 2019]

## Переваги
- Не потрібне проведення нових кабелів у будинку.
- Робота існуючих сервісів — телефону, факсів,  DSL,  супутникового телебачення не порушиться завдяки тому, що HomePNA працює з різними частотами на одному коаксіальному або телефонному кабелі.
- Новітня продукція пропонує швидкість передачі даних до 320Мб/с, забезпечуючи таким чином можливість підтримки високочіткого телесигналу (High Definition TV HDTV) і стандартного телесигналу (Standart Definition TV SDTV).
- Гарантована якість обслуговування QoS усуває мережеві «колізії», що виникають при використанні технології Ethernet. Це дозволяє потокам інформації в реальному часі, таким як IPTV, бути доставленими до клієнта без переривань.
- Максимальна кількість пристроїв, що підключаються, — 64.
- Пристрої можуть бути розташовані на відстані 300 м один від одного на телефонній лінії і на відстані більше кілометра один від одного на коаксіальному кабелі. Для будинків це більш ніж достатньо.
- Використовуються стандартні драйвери Ethernet, що дозволяє легко додавати будь-яку продукцію з Ethernet-портом, не незалежно від  ОС.
- Необхідне обладнання має невисоку вартість.
- Розробляються нові технології, такі як 802.11 Wi-Fi, для створення змішаних кабельних/бездротових домашніх мереж.
- Провайдери можуть надавати послуги телефонного зв'язку, інтернету та цифрового телебачення одним пакетом за допомогою устаткування, сертифікованого HomePNA.
- Готельна індустрія розглядає HomePNA як ефективну дорогу опцію.
- Технологія працює в багатоквартирних будинках, надаючи сервіс «triple play» у квартири.

## Недоліки
Деякі недоліки HomePNA 3.1:
- Не може співіснувати з технологією DOCSIS в одному кабелі.
- Мала кількість доступних чипсетів.